# سينما جنوب السودان
السينما صناعة حديثة التطور في جنوب السودان.

## نظرة عامة
خلال عام 2016 لم يكن لدى جنوب السودان صالة سينما واحدة،[1] واعتمد معظم المواطنين على تلفزيون جنوب السودان الذي كان يُطلق عليه محليًا اسم «إس إس تي في». وفقًا لمدير وكالة حكومة جنوب السودان التي تروج للتصوير وفنون الإبداع، الفاتح ماجوك أتيم، قالː«لم يتلق العديد من صانعي الأفلام المحليين أي تدريب حتى يتمكنوا من تعليم أنفسهم في مجال صناعة الأفلام، ويواجه الخبراء تحديًا يتمثل في الحصول على المعدات والأدوات الجيدة وتتأثر بنقص الدعم والتشجيع من مواطنيها».

## خلفية
حصل جنوب السودان على الاستقلال لأول مرة في عام 2011؛ بالضبط بعد ست سنوات من انتهاء الحرب الأهلية السودانية الثانية التي تسببت في تدمير السينما الوحيدة في العاصمة جوبا.

## مهرجان سينمائي
في عام 2016، استضافت جنوب السودان مهرجانها السينمائي الأول وهو مهرجان جوبا السينمائي. تضمن المهرجان استضافة مؤتمر صناعة السينما، والثاني قرر عقده في جنوب السودان. كان المهرجان - الذي أسسه سيمون بينغو - يهدف إلى التخفيف من الصورة السلبية لجنوب السودان كدولة مزقتها الحرب وكذلك للترويج لثقافة وفن جنوب السودان.